# كتاب الحيل
كتابُ الحيَل هو عملٌ ضخم يتضمن رسومًا توضيحية للأجهزة الميكانيكية، بما في ذلك الأجهزة ذاتية التشغيل، تم نشره في عام 850 بواسطة إخوة «بني موسى» (أحمد، محمد، وحسن بن موسى بن شاكر). بنو موسى كانوا يعملون في «بيت الحكمة» ببغداد بالعراق تحت رعاية الخليفة العباسي المأمون بن هارون الرشيد. كتاب الحيل تضمن وصفًا لمئة من الأجهزة وكيفية استعمالها.

## نظرةٌ عامة
قام الخليفة المأمون بن هارون (786 – 833) بتكليف بني عباس بالحصول على جميع النصوص الإغريقية التي تم الحفاظ عليها بواسطة الأديرة والدارسين خلال تراجع وانهيار الحضارة الرومانية. قام بنو موسى باختراع عدد من الأجهزة الميكانيكية والآلية، وقاموا بوصف مئة منها في (كتاب الحيل).
بعض الأجهزة التي قاموا بوصفها في هذا الكتاب كانت مستوحاة من أعمال "هيرو السكندري"، وهو رياضي ومهندس إغريقي، و"فيلو البيزنطي"، بالإضافة إلى مهندسين فارسيين وصينيين وهنود، جنبًا إلى جنب مع العديد من الأجهزة التي اخترعها بنو موسى بأنفسهم. مع أنهم قد اتخذوا الأعمال اليونانية القديمة كنقطة انطلاق، إلا أن بني موسى قد تعدوا كل ماحققه هيرو السكندري أو فيلو البيزنطي". انشغالهم بالتحكم الآلي ميزهم عن من سبقوهم من اليونانيين. استخدم بنو موسى صمامات ذاتية التشغيل، أجهزة توقيت، أنظمة تأخير، وأفكاراً أخرى شديدة البراعة. العديد من مُخترعاتهم تضمنت تركيبات دقيقة من الخصائص الميكانيكية وعلم توازن الهواء والغازات. أقرب الأعمال الحديثة الموازية لأعمالهم تكمن في هندسة التحكم وأجهزة التوزيع الهوائية.
وبدورها، كانت أعمال بني موسى مؤثرة في عمل «الجزري»، الذي أنتج كتابًا باسم مُشابه في 1206. وبالنظر إلى الانتشار الواسع لكتاب الحيل في العالم الإسلامي، فإن العديد من الأفكار الواردة به قد وصلت إلى أوروبا عن طريق الأندلس، مثل استخدام التحكم الآلي في الآلات الأوروبية اللاحقة، أو استخدام الصمامات المخروطية في أعمال ليوناردو دافنشي.

## الآليات والمكونات

### التحكم الآلي
وصف بنو موسى عددًا من أدوات التحكم الآلي. ضابط مستوى السوائل ثنائي التحكم، وهو شكل مُبكر من أدوات التحكم الهيكلية المتغيرة المتقطعة، قد تم تطويره على يد بني موسى. وقد قاموا أيضًا بوصف وحدة مبكرة للتحكم بالاستجابة. دونالد روتدلج هيل كتب عن أدوات التحكم التي تقوم عليها أجهزة الحيل الميكانيكية الموصوفة في هذه الكتاب:
„أوعية الحيل لها مجموعة متنوعة من الآثار المختلفة. على سبيل المثال، الأنبوب ذو المخرج الواحد في وعاء قد يُخرج النبيذ أولًا، ثم الماء، وأخيراً خليطًا من الاثنين. على الرغم من أنه لا يمكن الادعاء بأن هذه نتائج مهمة في حد ذاتها، إلا أن الوسائل التي تم الحصول عليها بها ذات أهمية كبيرة بالنسبة إلى تاريخ الهندسة. كان بنو موسى بارعين في استغلال الاختلافات البسيطة بين الضغط المائي والهوائي وفي استخدام الصمامات المخروطية كمكونات داخلية في نظم التدفق، وهو أول استخدام معروف لها كوحدات للتحكم الآلي.
“
بنو موسى قاموا أيضًا بتطوير أنظمة لاحتياطات الأمان ليتم استخدامها في أجهزة الحيل الخاصة بهم، وهي كما وصفها «هيل»:
في العديد من هذه الأوعية، يستطيع المرء سحب مقادير ضئيلة من السوائل مراراً وتكراراً، ولكن إذا قام بسحب مقدار كبير، فإن عملية الاستخراج لا تعود ممكنة. وبمصطلحات حديثة، فإن الطريقة المستخدمة لتحقيق هذه النتيجة يمكن أن نطلق عليها نظامًا لاحتياطات الأمان.

### ذراع التدوير الآلي
ذراع التدوير غير اليدوية التي تظهر في العديد من الأجهزة الهيدروليكية وصفها بنو موسى في كتاب الحيل. هذه الأذرع الآلية تظهر في أجهزة عدة، اثنان منهم يحتويان على إجراء يشابه ناقل الحركة، وهو ما يُعد توقعًا لاختراع «الجزري» بعد عدة قرون، وقبل أول ظهور له في أوروبا بأكثر من خمسة قرون. ومع ذلك، لم تكن ذراع التدوير الآلي التي وصفها بنو موسى تُتيح دورانًا كاملاً، لكن تعديلاً بسيطًا فقط هو ما كان مطلوبًا لتحويلها إلى ناقل للحركة.

### الصمامات
كانت آلية الصمامات المخروطية التي طورها بنو موسى ذات أهمية خاصة للتطورات المستقبلية بعدها، وقد تم استخدامها في تطبيقات عديدة. يشمل ذلك استخدام الصمامات المخروطية كمكونات داخلية في نظم التدفق، وهو أول استخدام معروف لها كوحدات للتحكم الآلي. بعض الصمامات التي وصفوها شملت:
صمامًا للتوصيل، صمامًا للتعويم، وصنبوراً.

### آليات أخرى
أنبوب الري المزدوج مُتحد المركز والقمع ذو الطرف المُنثنِ لسكب السوائل المُختلفة كانا من اختراعات بني موسى التي لم يسبقها أي عمل مشابه من أعمال اليونانيين. بعض الآليات الأخرى التي وصفها بنو موسى تضمنت غُرفة للتعويم وضغطًا تفاضليًا مُبكراً.

### الماكينات والأجهزة

#### النافورات الآلية
يصف الكتاب إنشاء نافورات آلية متعددة، وهو جانبٌ مهمل بشكل كبير في الأطروحات اليونانية في التكنولوجيا. في إحدى هذه النافورات، تصدر المياه من منبع على شكل درع، أو على شكل زهرة زنبق الوادي. يتم تفريغ الأشكال بالتناوب، إما بتقعُر طبقة من الماء إلى الأسفل، أو من خلال الرشاش. نافورة أخرى تُفرغ درعًا أو دفقةً واحدة.
وصف الأخوة بنو موسى أيضًا أول نافورة معروفة تعمل بطاقة الرياح.

#### الأجهزة الموسيقية الميكانيكية
اخترع الأخوة بنو موسى أول آلة موسيقية ميكانيكية معروفة، وهي آلة تعمل بالطاقة المائية وتُشغل أسطوانات قابلة للتبديل تلقائيًا. وفقًا لتشارلز فولر، فإن هذه الأسطوانة ذات الدبابيس على سطحها «ظلّت الجهاز الأساسي لإنتاج وإعادة إنتاج الموسيقى ميكانيكيًا حتى النصف الثاني من القرن التاسع عشر.»
اخترع بنو موسى أيضًا مُشغل ناي يبدو أنه كان أول آلة قابلة للبرمجة. صوت الناي كان يصدر من خلال البخار الساخن ويمكن للمستخدم ضبط الجهاز على أنماط مختلفة للحصول على أصوات مختلفة منه.

#### الأدوات العملية
الرافع الميكانيكي، وبالأخص رافع المحار، هو اختراع أصيل من اختراعات الأخوة بني موسى، وهو اختراعٌ لم يظهر قبلها في أي عمل لليونانيين. الرافع الذي وصفوه كان يستخدم لاستخراج الأجسام من تحت المياه، واسترداد الأجسام من قيعان المجاري المائية.
بنو موسى اخترعوا أيضًا قناعًا للغاز في وقت مُبكر لحماية العُمّال في الآبار الملوثة. ووصفوا أيضًا منفاخًا قادرًا على إزالة الروائح الكريهة من الآبار. وأوضحوا أن هذه الآلات تتيح للعامل «النزول إلى أي بئر يرغب لبعض الوقت دون أن يخشى، ودون أن تضره، إن شاء الله تعالى.»

#### موزعات المياه
يصف الكتاب موزعًا للمياه الساخنة والباردة، حيث يتبادل العمل منفذان، واحد لتصريف المياه الباردة وواحدٌ للساخنة، والعكس بالعكس بشكل متكرر. كما يصف أيضًا وعاءً إلى جانبه حوض، متى يتم صب الماء البارد في الجزء العلوي من الوعاء، يتم تصريفه من المصب إلى الحوض، ومتى يتم صب الماء الساخن أو أي سائل آخر إلى الحوض، فإن كمية مماثلة من الماء البارد تُصرف من مصب الوعاء.
يصف الكتاب أيضُا غلّاية بصنبور للوصول إلى الماء الساخن. يتم تسخين الماء بواسطة ماء بارد يتم سكبه في أنبوب يؤدي إلى خزان في قاع الغلّاية، حيث يتم تسخين الماء بالنار. ويستطيع المرء الوصول إلى الماء الساخن عن طريق صنبور.

#### أجهزة أخرى
بعض الأجهزة الأخرى التي وصفها بنو موسى شملت:
•	الأجهزة الميكانيكية الحيَليّة
•	مصباحُ الإعصار
•	المصباح ذاتي التقليص (بواسطة أحمد بن موسى بن شاكر)
•	المصباح ذاتي التغذية 